# ハウエル彗星
ハウエル彗星（英語: 88P/Howell）は、公転周期5.48年の短周期彗星である。1981年8月29日にEllen Howellが発見した。1975年の近日点通過時点では近日点距離は1.87 auであったが、1978年に木星に0.58 auまで接近したため摂動の影響を受けて近日点距離は小さくなった。2009年の回帰と2020年の回帰では見かけの等級が8 - 9等程度にまで達した。
2020年9月26日に近日点を通過し、次に通過するのは2026年3月18日と予測されている。2031年9月14日には火星から0.074 auの場所を通過すると予測されている。
ニューフロンティア計画の4番目のミッションを受けてジョンズ・ホプキンズ大学の応用物理学研究所(略称:JHUAPL)はハウエル彗星からサンプルリターンを行うComet Rendezvous, Sample Acquisition, Investigation, and Return(略称:CORSAIR)を提案した。